# Little Jimmy Dickens
James Cecil Dickens, más conocido como Little Jimmy Dickens (Bolt, Virginia Occidental, 19 de diciembre de 1920 − Nashville, Tennessee, 2 de enero de 2015), fue un cantante de country estadounidense. Se hizo conocido por el buen humor de las letras de sus canciones, su pequeña estatura 4'11" (150 cm), y su vestuario adornado con tachones. Fue miembro del Grand Ole Opry durante 60 años, así como del Country Music Hall of Fame.

## Su estilo
Forman parte de sus canciones grandes frases como:
- “Lord, have mercy, John. There goes Mighty Mouse in his pajamas!”
- “I cannot do both.”
- “Daddy’s name was Ferdinand, Mommy’s name was Lizer, so they named him Fertilizer.”
- “Shake hands, old man, I married your sister!”
- “You’d better run, idiot, we’re brothers!”
- “Rose! What’s the name of that medicine I’m takin’?!”
- “No, but if you’ll go up to the front desk and ask the nurse she’ll tell you who you are.”
- “That all depends. The lady that lives here lets me sleep with her.”
- “Get it over with, Shorty. I’m the janitor and I’d like to go home.”
- “Now I know what I did with my hearing aid!”

## Discografía

### Álbumes de estudio
| Año                                      | Detalles                                                         | Posición   |
| Año                                      | Detalles                                                         | US Country |
| ---------------------------------------- | ---------------------------------------------------------------- | ---------- |
| 1954                                     | Old Country Church - Label: Columbia                             | —          |
| 1960                                     | Big Songs by Little Jimmy Dickens - Label: Columbia              | —          |
| 1962                                     | Little Jimmy Dickens Sings Out Behind the Barn - Label: Columbia | —          |
| 1965                                     | Handle with Care - Label: Columbia                               | —          |
| 1965                                     | May the Bird of Paradise Fly Up Your Nose - Label: Columbia      | 4          |
| 1968                                     | Big Man in Country Music - Label: Columbia                       | —          |
| 1968                                     | Little Jimmy Dickens Sings - Label: Decca                        | —          |
| 1969                                     | "Jimmy Dickens Comes Callin" - Label: Decca                      | —          |
| "—" denotes releases that did not chart. |                                                                  |            |

### Recopilatorios
| Año                                      | Detalles                                              | Posición   |
| Año                                      | Detalles                                              | US Country |
| ---------------------------------------- | ----------------------------------------------------- | ---------- |
| 1957                                     | Raisin' the Dickens - Label: Columbia                 | —          |
| 1966                                     | Little Jimmy Dickens' Greatest Hits - Label: Columbia | 39         |
| 1969                                     | Greatest Hits - Label: Decca                          | —          |
| 1976                                     | Hymns of the Hour - Label: Quantum                    | —          |
| 1983                                     | Historic Edition - Label: Columbia                    | —          |
| "—" denotes releases that did not chart. |                                                       |            |

### Singles
| Año                                      | Canción                                              | Peak positions | Peak positions | Álbum                                     |
| Año                                      | Canción                                              | US Country     | US             | Álbum                                     |
| ---------------------------------------- | ---------------------------------------------------- | -------------- | -------------- | ----------------------------------------- |
| 1949                                     | "Take an Old Cold 'Tater (And Wait)"                 | 7              | —              | Raisin' the Dickens                       |
| 1949                                     | "Country Boy"                                        | 7              | —              | Raisin' the Dickens                       |
| 1949                                     | "My Heart's Bouquet"                                 | 10             | —              | Big Songs by Little Jimmy Dickens         |
| 1949                                     | "A-Sleeping at the Foot of the Bed"                  | 6              | —              | Raisin' the Dickens                       |
| 1950                                     | "A Rose From Bride's Bouquet"                        | —              | —              | non-album singles                         |
| 1950                                     | "Hillbilly Fever"                                    | 3              | —              | non-album singles                         |
| 1950                                     | "F-o-o-l-i-sh Me"                                    | —              | —              | non-album singles                         |
| 1950                                     | "Walk Chicken, Walk"                                 | —              | —              | non-album singles                         |
| 1950                                     | "Out of Business"                                    | —              | —              | non-album singles                         |
| 1950                                     | "I'm Little, But I'm Loud"                           | —              | —              | Raisin' the Dickens                       |
| 1951                                     | "Cold Feet"                                          | —              | —              | non-album singles                         |
| 1951                                     | "What About You"                                     | —              | —              | non-album singles                         |
| 1951                                     | "Sign of the Highway"                                | —              | —              | non-album singles                         |
| 1951                                     | "Poor Little Darlin'"                                | —              | —              | non-album singles                         |
| 1951                                     | "Old Rugged Cross" (with the Johnson Family Singers) | —              | —              | non-album singles                         |
| 1952                                     | "They Locked God Outside the Iron Curtain"           | —              | —              | non-album singles                         |
| 1952                                     | "Lola Lee"                                           | —              | —              | non-album singles                         |
| 1952                                     | "Hot Diggity Dog"                                    | —              | —              | non-album singles                         |
| 1952                                     | "Waitress, Waitress"                                 | —              | —              | non-album singles                         |
| 1952                                     | "Take Up Thy' Cross"                                 | —              | —              | Old Country Church                        |
| 1952                                     | "No Tears in Heaven"                                 | —              | —              | Old Country Church                        |
| 1952                                     | "Wedding Bell Waltz"                                 | —              | —              | non-album single                          |
| 1953                                     | "I Shall Not Be Moved"                               | —              | —              | Old Country Church                        |
| 1953                                     | "Sidemeat and Cabbage"                               | —              | —              | non-album singles                         |
| 1953                                     | "I'm Making Love to a Stranger"                      | —              | —              | non-album singles                         |
| 1953                                     | "Thick and Thin"                                     | —              | —              | non-album singles                         |
| 1953                                     | "No Place Like Home on Christmas"                    | —              | —              | non-album singles                         |
| 1954                                     | "That Little Old Country Church House"               | —              | —              | Old Country Church                        |
| 1954                                     | "Y'All Come Home"                                    | —              | —              | non-album singles                         |
| 1954                                     | "You Better Not Do That"                             | —              | —              | non-album singles                         |
| 1954                                     | "Out Behind the Barn"                                | 9              | —              | Raisin' the Dickens                       |
| 1954                                     | "Blackeyed Joe's"                                    | —              | —              | non-album singles                         |
| 1954                                     | "Stinky Pass That Hat Around"                        | —              | —              | non-album singles                         |
| 1955                                     | "Salty Boogie"                                       | —              | —              | non-album singles                         |
| 1955                                     | "We Could"                                           | —              | —              | non-album singles                         |
| 1955                                     | "I'm Braver Now"                                     | —              | —              | non-album singles                         |
| 1956                                     | "Hey Worm (You Wanna Wiggle)"                        | —              | —              | non-album singles                         |
| 1956                                     | "Big Sandy"                                          | —              | —              | non-album singles                         |
| 1956                                     | "Country Boy Bounce" (with The Country Boys)         | —              | —              | non-album singles                         |
| 1956                                     | "Cornbread and Buttermilk"                           | —              | —              | non-album singles                         |
| 1956                                     | "Say It Now"                                         | —              | —              | non-album singles                         |
| 1956                                     | "Raisin' the Dickens" (with The Country Boys)        | —              | —              | non-album singles                         |
| 1957                                     | "I Never Had the Blues"                              | —              | —              | non-album singles                         |
| 1957                                     | "Makin' the Rounds"                                  | —              | —              | non-album singles                         |
| 1957                                     | "Family Reunion"                                     | —              | —              | non-album singles                         |
| 1958                                     | "(I Got a) Hole in My Pocket"                        | —              | —              | non-album singles                         |
| 1959                                     | "When Your House Is Not a Home"                      | —              | —              | non-album singles                         |
| 1959                                     | "Hannah"                                             | —              | —              | non-album singles                         |
| 1959                                     | "Hey Ma (Hide the Daughter)"                         | —              | —              | non-album singles                         |
| 1960                                     | "We Lived It Up"                                     | —              | —              | non-album singles                         |
| 1960                                     | "Fireball Mail"                                      | —              | —              | Big Songs by Little Jimmy Dickens         |
| 1961                                     | "Talking to the Wall"                                | —              | —              | non-album single                          |
| 1962                                     | "Twenty Cigarettes"                                  | —              | —              | Out Behind the Barn                       |
| 1962                                     | "The Violet and the Rose"                            | 10             | —              | Out Behind the Barn                       |
| 1962                                     | "Police, Police"                                     | —              | —              | non-album single                          |
| 1963                                     | "Another Bridge to Burn"                             | 28             | —              | Handle with Care'                         |
| 1964                                     | "I Leaned Over Backwards for You"                    | —              | —              | Handle with Care'                         |
| 1964                                     | "Is Goodbye That Easy to Say"                        | —              | —              | Handle with Care'                         |
| 1965                                     | "He Stands Real Tall"                                | 21             | —              | Handle with Care'                         |
| 1965                                     | "May the Bird of Paradise Fly Up Your Nose]]"[A]     | 1              | 15             | May the Bird of Paradise Fly Up Your Nose |
| 1966                                     | "When the Ship Hit the Sand"                         | 27             | 103            | Greatest Hits                             |
| 1966                                     | "Who Licked the Red Off Your Candy"                  | 41             | —              | Big Man in Country Music                  |
| 1966                                     | "Where the Buffalo Trud"                             | —              | —              | Big Man in Country Music                  |
| 1967                                     | "Country Music Lover"                                | 23             | —              | Big Man in Country Music                  |
| 1967                                     | "Johnny Needs a G-String (For Her Old Guitar)"       | —              | —              | Big Man in Country Music                  |
| 1967                                     | "Daddy and the Wine"                                 | —              | —              | Little Jimmy Dickens Sings                |
| 1968                                     | "I Love Lucy Brown"                                  | —              | —              | Little Jimmy Dickens Sings                |
| 1968                                     | "How to Catch an African Skeeter Alive"              | 69             | —              | Little Jimmy Dickens Comes Callin'        |
| 1968                                     | "Someday You'll Call My Name"                        | —              | —              | Little Jimmy Dickens Comes Callin'        |
| 1968                                     | "When You're Seventeen"                              | 55             | —              | Greatest Hits (1966)                      |
| 1969                                     | "Times Are Gonna Get Better"                         | —              | —              | non-album singles                         |
| 1970                                     | "(You've Been Quite a Doll) Raggedy Ann"             | 75             | —              | non-album singles                         |
| 1970                                     | "Everyday Family Man"                                | 70             | —              | non-album singles                         |
| 1971                                     | "Here It Comes Again"                                | —              | —              | non-album singles                         |
| 1971                                     | "You Only Want Me for My Body"                       | —              | —              | non-album singles                         |
| 1972                                     | "Try It, You'll Like It"                             | 61             | —              | non-album singles                         |
| 1972                                     | "Alabam"                                             | —              | —              | non-album singles                         |
| 1976                                     | "Preacherman"                                        | —              | —              | non-album singles                         |
| "—" denotes releases that did not chart. |                                                      |                |                |                                           |

Notes
- A^ "May the Bird of Paradise Fly Up Your Nose" also peaked at #4 on the Canadian RPM Top Singles Chart.

### Caras B
| Año  | Canción            | Peak positions | A-Side Single                        |
| Año  | Canción            | US Country     | A-Side Single                        |
| ---- | ------------------ | -------------- | ------------------------------------ |
| 1949 | "Pennies for Papa" | 12             | "Take an Old Cold 'Tater (And Wait)" |